# 飑线

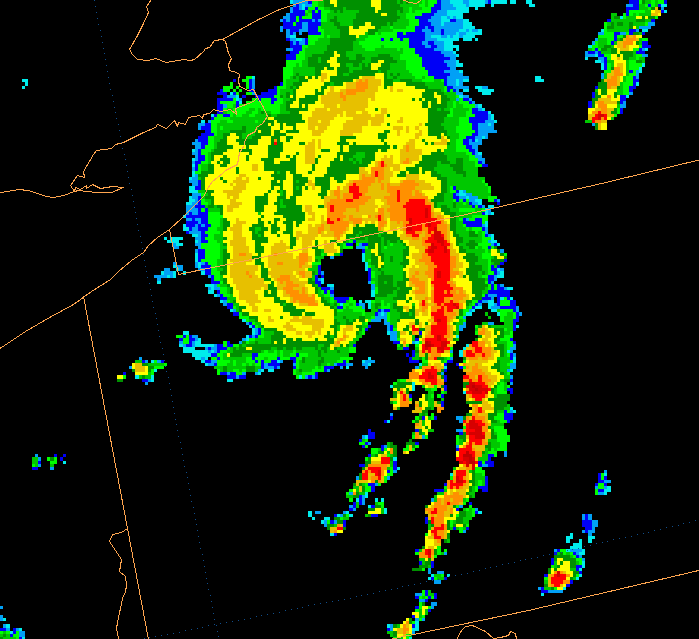
位於美國賓夕法尼亞州的對流層高層氣旋式渦旋衛星雲圖，可見拖曳的飑线。

飑线有时亦称线飑，是一种准线形对流系统，是指带状的雷暴群所构成的风向、风速突变的一种中至小尺度的强对流天气，通常伴随或先于冷锋出现。其破坏性很强大。飑线的产生多是由于冷空气行进至暖湿地区时造成了上冷下暖的格局，使对流层上下热力结构不同，产生高强度的强对流天气。飑线上的雷暴通常是由若干个雷暴单体组成的，因此可以产生剧烈的天气变化。在20世纪早期，飑线通常被用作冷锋的代名词。飑线过境时的典型现象为风向突变、风速快速增加、气压骤然上升以及气温急剧变化，全盛阶段平均风力在10级以上，阵风超过12级。同时也可能伴有雷暴、暴雨、冰雹、強力的直線風、龙卷风和海龍捲風。飑线通常具有典型的弓状特征，並伴隨強力的直線風。龍捲風則可能在中尺度低壓區存在時沿著波形線狀回波存在。在夏季時弓形回波可能會發展為超強對流風暴，並以極高的速度通過大範圍區域。雨盾狀遮蔽部的後方邊緣通常伴隨著發展成熟的飑线，並存在尾流低壓，有時甚至伴隨熱暴流。飑线的水平范围很小，长度通常只有150~300公里，宽度仅半公里到几十公里，高度約10公里左右。其维持时间一般为4~10个小时。

## 理論

2008年6月5日在美國上空的溫帶氣旋，可見其拖曳的飑线。

極鋒理論是由挪威氣象學家雅各布·比耶克尼斯使用斯堪的纳维亚區域綿密的氣象站網路在第一次世界大戰期間觀測資料發展而成。在理論中提出流入氣旋的主要氣流是沿著兩條輻合線集中，其中一條在低氣壓前方，另一條在低氣壓後方。在低氣壓後方拖曳的輻合線被稱為飑线或冷鋒。而雲和降水區似乎沿著輻合帶集中。鋒區的概念導致了氣團概念的產生。20世紀40年代因為高空氣象觀測網路的發展，氣旋的三維結構概念被建立。

## 产生和发展

由雷暴（a）向弓形回波（b、c），最後形成逗點回波（d）的典型演进过程。虛線是下擊暴流的最可能發生區域。箭頭是相對於風暴的風量。C 區是龍捲風最可能形成區域。

雷暴活動的規律區域會使已存在的鋒區更加強化，並且會從冷鋒脫離。這個脫離模式會發生在西風帶內高空氣流分裂成兩部分的區域。脫離後產生的中尺度對流系統形成於低氣壓氣流進入狀態下的高層氣流分裂區域。對流帶接著向東移動，並且會向赤道方向移往溫暖區域，和低氣壓的厚度線平行。當中尺度對流系統是明顯的直線或曲線形時，並且在前方邊緣有明顯的風向轉變和氣壓上升時，稱為飑线。這個氣象現象經常可以在溫暖季節的美國天氣圖上看到，並且是位於明顯的低壓槽上。如果飑线在乾燥區域上空形成，高速上升風會將塵埃從沙漠表面帶往空中，形成哈布沙暴。美國國家氣象局的天氣圖中，飑线的圖示是兩個紅點和一條短直線，說明文字是「SQLN」或「SQUALL LINE」，後面跟隨著中尺度高壓系統。在發展成熟的飑线後方遠處可能會有尾流低壓在雨盾狀遮蔽部的後方邊緣形成，這可能會因為氣團下降產生溫度上升，而非降雨冷卻的情形導致熱暴流發生。
在飑线前方可找到小規模的積雲或層積雲伴隨卷雲，有時還會伴隨高積雲或卷積雲。這些雲的形成是因為積雨雲的解體或飑线主要部分前方的輕微不穩定區域。

## 劇烈天氣指標
飑线為弓狀的原因一般是因為伴隨初始飑线位置後方層雲降水區的中尺度高壓系統的形成。這個高壓區的形成是因為在飑线後方的強大下降風，並可能成為下擊暴流。沿著颮線的中尺度系統高壓和低壓區之間的氣壓差會產生高速風，而風速最高時颮線會是弓狀的。另一個沿著颮線的劇烈天氣指標則是波形線狀回波（Line echo wave pattern，LEWP）的形成。這種回波是線形的特殊結構對流風暴，代表低壓區的存在，並可能存在破壞性強風、大量冰雹和龍捲風。沿著波形線狀回波的每一個紐結狀結構代表一個中尺度低壓區，並可能有龍捲風存在。對應於中尺度低壓區西南向的極強向外氣流，有一段颮線會彎區形成弓狀回波。在弓狀線後方是中尺度的高氣壓區。

## 變化

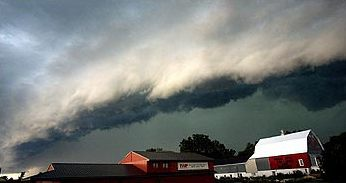
在美國明尼蘇達州的超強對流風暴影像。

### 超強對流風暴
超強對流風暴（德雷丘，直的）是一種大範圍，長時間的劇烈對流，誘發性的伴隨快速移動帶狀強雷暴的直線風暴，並且經常是弓狀回波。超強對流風暴的移動方向和其相關的風暴相同，與陣風峰類似，但風是持續發生的，並且整體上在峰面後的風力是增加的。這種溫暖氣候現象最常在發生每年5到8月北半球的夏季，不過在一年中任何時候都可以發生，並且不分日夜。
區分超強對流風暴和強雷暴的傳統方式為前者在風暴期間會持續發生風速不低於93km/h的強風，而非陣風，並且範圍相當大（可長達460公里）。此外，前者在雷達探測影像中會有相當特殊的特徵（弓狀回波）；其他特殊現象還有後方入流凹區和書夾渦旋，以及經常出現兩個或更多下擊暴流。雖然這些風暴最常出現於北美洲，在世界其他區域也有觀測紀錄，不過在北美洲以外區域可能有不同名稱。例如在孟加拉和與孟加拉交界的印度邊界一帶，發展中的超強對流風暴可能被稱為「Nor'wester」。